# Tiradentes (Minas Gerais)
Tiradentes es un municipio brasileño del estado de Minas Gerais. Su población estimada en 2018 es de 7 886 habitantes, según el Instituto Brasileño de Geografía y Estadística (IBGE).

## Toponimia
Debe su nombre a Joaquim José da Silva Xavier, conocido como Tiradentes, considerado como héroe nacional de Brasil por haber asumido el primer intento serio de independencia del Reino de Portugal, a fines del siglo XVIII. El nombre fue colocado en 1889. Previamente, recibió las denominaciones Arraial Velho de Santo Antônio, Vila de São José do Rio das Mortes y São José del-Rei.

## Historia
El poblado se fundó en enero de 1719. La creación del distrito data del 16 de febrero de 1724. En 1849, surge el distrito con territorio desmembrado de la ciudad de São João del-Rei. En 1860, la villa fue elevada a la categoría de ciudad, y en 1890 obtiene el estatus de municipio. En 1911 el distrito de Lage logra su emancipación, con el nombre de Resende Costa.

## Clima
Según la clasificación climática de Köppen, el municipio se encuentra en el clima tropical de altitud Cwa.

## Turismo
A 200 km de Belo Horizonte y 480 km de São Paulo, la ciudad de Tiradentes tiene arquitectura barroca, iglesias y obras de Aleijadinho. Algunos eventos importantes en la ciudad son el Festival de Cine, el Festival Gastronómico, el Encuentro de Motociclistas y las celebraciones religiosas de Semana Santa.
Algunas de las iglesias más destacadas son la Iglesia Matriz de Santo Antônio, la de Nossa Senhora do Rosário dos Pretos o el Santuario de la Santísima Trinidad. El centro neurálgico del pueblo es su plaza principal, la conocida como Largo das Forras, donde hay gran cantidad de bares, tiendas y terrazas. En Tiradentes hay también gran cantidad de tiendas de artesanía de todo tipo.

## Circunscripción eclesiástica
La parroquia local pertenece a la diócesis de São João del-Rei.